# Grünes Bündnis (Bern)
Das Grüne Bündnis ist eine 1987 gegründete grüne Partei in der Stadt Bern. Es entstand aus einem Zusammenschluss von Aktivisten und Parteien der 68er-Bewegung (konkret der Sozialistischen Arbeiterpartei sowie vieler Mitgliedern der POCH) und den neu entstandenen sozialen Bewegungen.
Im Jahr 2002 schloss sich das Grüne Bündnis der Grünen Partei der Schweiz an. Bis 2006 existierte das Grüne Bündnis Kanton Bern als selbständige Kantonalpartei der Schweizer Grünen. 2006 schlossen sich das Grüne Bündnis und die Grüne Freie Liste Kanton Bern zu den Grünen Kanton Bern zusammen. In der Stadt Bern bilden die beiden Parteien aber nach wie vor selbständige Ortsgruppierungen.
Das Bündnis bildet die grösste Sektion der Grünen im Kanton Bern. Die Partei ist mit Ursina Anderegg im Berner Gemeinderat, der Exekutive der Stadt Bern, vertreten und verfügt über zehn Sitze im Berner Stadtrat (Legislative). Die Nationalrätin und Präsidentin der Grünen-Fraktion der Bundesversammlung Aline Trede ist Mitglied des Grünen Bündnisses. Auf kantonaler Ebene ist das Grüne Bündnis mit Regula Bühlmann, Rahel Ruch und Seraina Patzen im Grossen Rat des Kantons Bern vertreten.
Die Leitsätze der Partei sind: «Solidarität jetzt», «Ökologie konkret» und «Frauen zuerst».